# Ne Zha
Ne Zha (chinês: 哪吒之魔童降世, pinyin: Nézhā zhī Mótóng Jiàngshì) é um filme chinês de animação 3D de 2019 que se tornou um marco cultural e um fenômeno de bilheteria. A produção redefiniu o potencial comercial e artístico da animação chinesa, tornando-se o filme de animação em língua não inglesa mais lucrativo da história e a maior bilheteria de animação na China. Escrito e dirigido por Jiaozi, o filme oferece uma releitura moderna da figura mitológica de Nezha, extraída do romance do século XVI A Investidura dos Deuses, focando em temas como destino, identidade e aceitação. Foi a submissão oficial da China para a categoria de Oscar de melhor filme internacional na 92ª edição do Oscar e seu sucesso foi fundamental para o estabelecimento do Universo Cinematográfico Fengshen.[carece de fontes?]

## Elenco de voz
| Personagem               | Voz Original (Mandarim) | Descrição                                 |
| ------------------------ | ----------------------- | ----------------------------------------- |
| Ne Zha (哪吒)            | Lü Yanting              | Protagonista nascido da Pérola Demoníaca. |
| Ao Bing (敖丙)           | Joseph (Han Mo)         | Príncipe do Clã Dragão.                   |
| Li Jing (李靖)           | Chen Hao                | Pai de Ne Zha.                            |
| Lady Yin (殷夫人)        | Lü Qi                   | Mãe de Ne Zha.                            |
| Taiyi Zhenren (太乙真人) | Zhang Jiaming           | Mestre de Ne Zha.                         |
| Shen Gongbao (申公豹)    | Yang Wei                | Antagonista.                              |

## Recepção

### Desempenho comercial
O filme arrecadou mais de 742,5 milhões de dólares mundialmente, tornando-se o filme de animação mais lucrativo da história da China.

### Análise da crítica
No Rotten Tomatoes, o filme possui 88% de aprovação. No Metacritic, recebeu nota 54/100. O Los Angeles Times elogiou a qualidade visual e a força emocional do roteiro.[carece de fontes?]

### Prêmios e indicações
| Prêmio                          | Categoria                                        | Resultado       |
| ------------------------------- | ------------------------------------------------ | --------------- |
| 32º Golden Rooster Awards       | Melhor Longa-Metragem de Animação                | Venceu          |
| 11º China Film Director's Guild | Melhor Roteirista                                | Venceu          |
| 47º Annie Awards                | Melhor Longa-Metragem de Animação - Independente | Indicado        |
| 92º Oscar                       | Melhor Filme Internacional                       | Seleção oficial |